# 쌍화점
〈쌍화점〉(雙花店)은 고려 가요(고려 속요) 중 하나이다. 〈상화점〉(霜花店)이라고도  한다. 고려 충렬왕 때 지어진 것이라 전하는데 정확하지 않다. 지은이도 미상이다. 문헌에 의하면 충렬왕 때 궁중 잔치 때 부르게 했다 한다. 《악장가사》에 실려 전하고 있다. 남녀 사이의 노골적인 정사를 내용으로 한 것으로  조선 성종 악장가사 편찬 시기 남녀상열지사(男女相悅之詞) 또는 음사(淫辭)라 하여 가사를 약간 고쳤다. 이 노래는 당시 민간에 유행하던 속요를 성색(聲色)과 기악(妓樂)을 즐기는 군신(君臣)의 연회에서 쓰인 것으로, 그들의 향락적인 기풍을 그대로 말해 준다. 또한 쌍화점 노래에 담긴 뜻은 이슬람교 여인들의 고려에서의 상업활동을 나타낸다.
노래의 형식은 전편 4연이며, 그 중 아래 2구는 후렴이다. 전 3구는 '4·4·4', 제4구는 '4·4·4·3', 후렴 2구는 '4·4·3', '5·4·2'로 전 연이 모두 동일한 음수율(音數律)의 정형을 취하고 있다. 
쌍화를 음식 삼사라고 보는 주장이 있으나, 연희(演戱)와 연결짓는 견해도 존재한다.